# 廣瀨站 (石川縣)
廣瀨站（日语：／ Hirose eki */?）是位於石川縣白山市廣瀨町，北陸鐵道金名線的鐵路車站（廢站）。

## 概要
在1926年（大正15年）2月，金名鐵道第一期開通時，此站啟用。當時，來自白山下方向前往鶴來方向的乘客在此站下車，隨後需要步行經過廣瀨橋，以跨越手取川至對面岸的鶴來町中島。在當時，有許多進出白山的人士使用此站並跨越手取川。在1927年（昭和2年），路線延伸至加賀一之宮站後，上下車人次數目大幅下降。 
在廢站前，此站是無人車站，設有1面1線的單式月台，站內設有木製小型候車室。由於此站開業時是金名鐵道北端的終點站，因此設有車庫和2條側線。另外在全線開通後，側線會被用作貨物線。此外，在車庫內的側線在開業前的1925年（大正14年）12月19日被定在「臨時建築物」的情況下批准使岭，該車庫在名義上來說是時臨時建造。在1984年，一日平均上下車人次44人。。

## 歷史
- 1926年（大正15年）2月1日：金名鐵道白山下至此站之間開通，加賀廣瀨站啟用。當時為金名鐵道北端的終點站。
- 1927年（昭和2年）6月12日：此站至神社前（後來為加賀一之宮）之間開通，金名鐵道全線開通，此站成為中途站。
- 1929年（昭和4年）8月28日（申請許可）：由於於此站到發的貨物較少，部分側線被撤走，並增設維修機車專用的坑道[1]。
- 1933年（昭和8年）12月20日（通知）：側線的用途由貨物線變為車庫線。貨運量都是慢慢下降，沒有增加的跡象。當時1個月平均只有20公噸[1]。
- 1934年（昭和8年）8月10日（變更設計申請許可）：成為無人站[1]。
- 1943年（昭和18年）10月13日：金名鐵道合併為北陸鐵道，成為北陸鐵道金名線車站。
- 1949年（昭和24年）：在當年12月6日全線電氣化後，車庫被廢除[1]。
- 1955年（昭和30年）：此站一度廢除[1]。
- 1957年（昭和32年）：車站重開，並改名為廣瀨站[1][注 1]。
- 1984年（昭和59年）12月12日：由於手取川橋樑（日语：金名橋）處於一個危險狀態。當天起加賀一之宮至白山下之間的金名線全線暫停營業，此站也暫停營業。
- 1987年（昭和62年）4月29日：金名線在沒有重開情況下全線廢除，此站也被廢除[2]。

## 相鄰車站
北陸鐵道
金名線
手取中島－廣瀨－瀨木野

## 注腳

## 相關項目
- 日本鐵路車站列表 Hi